# Ingrid Bolsø Berdal

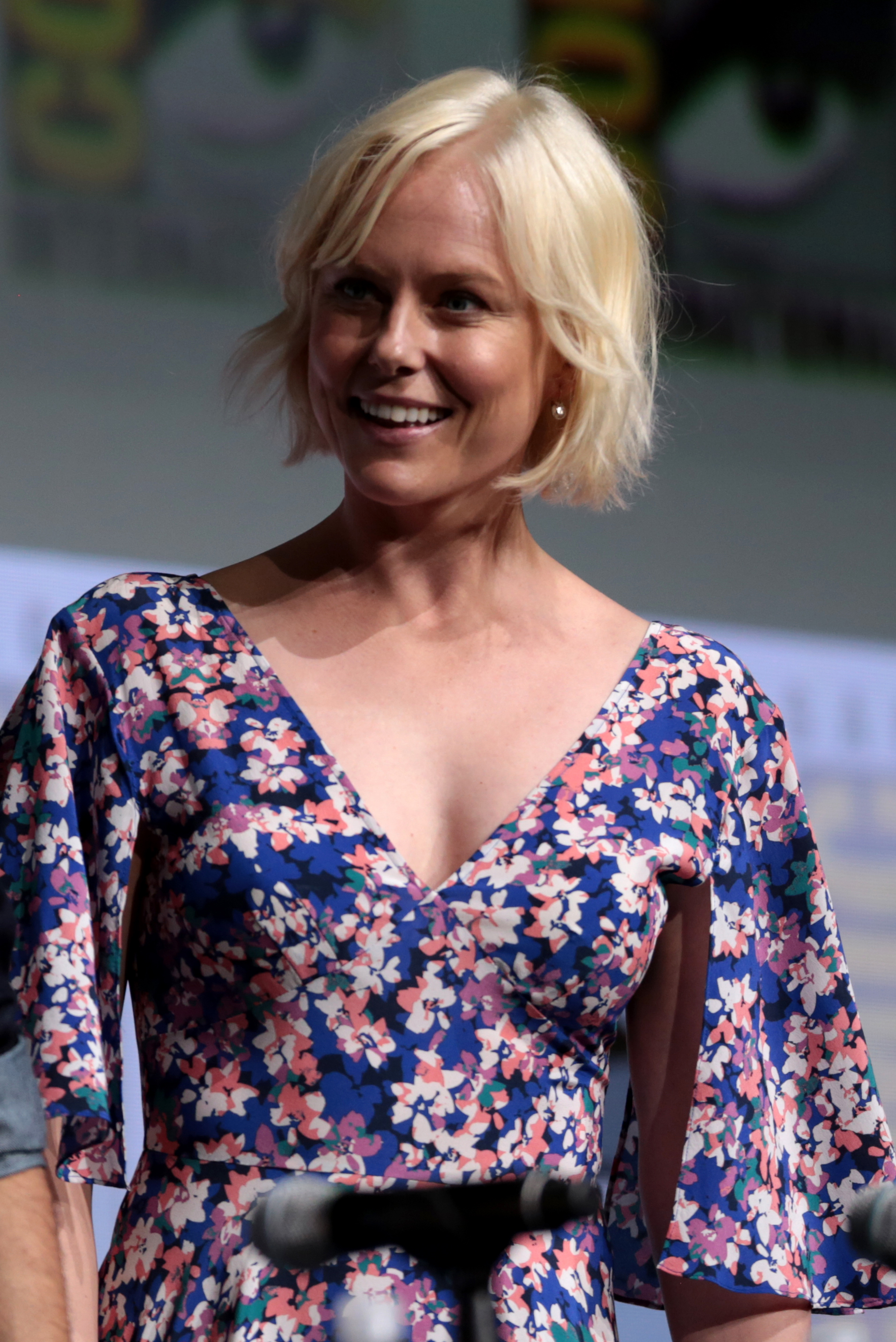
Ingrid Bolsø Berdal bei der Comic-Con in San Diego 2017

Ingrid Bolsø Berdal (* 2. März 1980 in Utøy, Inderøy, Norwegen) ist eine norwegische Schauspielerin, die in Deutschland vor allem für ihre Rollen in Filmen wie Hänsel und Gretel: Hexenjäger und Chernobyl Diaries bekannt wurde.

## Leben
Berdal wurde 1980 in dem kleinen norwegischen Dorf Utøy nahe Trondheim geboren. Bereits zu Schulzeiten begeisterte sie sich für Musik und Gesang, weshalb sie eine Musik- und Gesangsausbildung an der Universität Trondheim (NTNU) absolvierte. Nach ihrem Abschluss zog Berdal nach Oslo, wo sie für drei Jahre Schauspiel an der Kunsthochschule Oslo studierte.
Nach Beendigung eines weiteren Studiums an der Hochschule Østfold wurde sie am Det Norske Teatret in Oslo engagiert. Bereits nach ihrem ersten Jahr dort erhielt sie den Heddaprisen (Hedda-Preis) (den norwegischen Theaterpreis), für das beste Debüt des Jahres. Während ihrer Zeit an der Hochschule Østfold hat sie sowohl in klassischen als auch zeitgenössischen Theaterstücken mitgewirkt.
Zwischenzeitlich arbeitete Berdal außerdem für das Fernsehen, Radio, Theater und Film. Sie gewann den Amanda (den norwegischen Filmpreis) als beste Schauspielerin für ihre Rolle der Jannicke im Film Cold Prey – Eiskalter Tod.
2010 moderierte Berdal den Amanda-Preis live auf dem norwegischen Fernsehsender NRK2.

## Filmografie (Auswahl)

### Spielfilm
- 2006: Tyvstart
- 2006: Cold Prey – Eiskalter Tod (Fritt Vilt)
- 2006: Sønner – Dunkle Geheimnisse (Sønner)
- 2006: Genosse Pedersen (Gymnaslærer Pedersen)
- 2006: Terje Vigen
- 2008: De Gales Hus
- 2008: Cold Prey 2 Resurrection – Kälter als der Tod (Fritt Vilt 2)
- 2009: Svik
- 2010: Resolve
- 2010: Terry Pratchett – Ab die Post (Terry Pratchett's Going Postal)
- 2010: Wide Blue Yonder
- 2011: Ich reise allein (Jeg Reiser Alene)
- 2012: Chernobyl Diaries
- 2012: Escape – Vermächtnis der Wikinger (Flukt)
- 2012: The ABCs of Death
- 2013: Hänsel und Gretel: Hexenjäger (Hansel and Gretel: Witch Hunters)
- 2013: Kill Buljo 2
- 2014: Hercules
- 2015: Women in Oversized Men's Shirts (Kvinner i for store herreskjorter)
- 2016: The Absence of Eddy Table (Kurzfilm, Sprechrolle)
- 2017: Forget About Nick
- 2019: The Spy
- 2022: Alle hassen Johan (Alle hater Johan)
- 2022: Blasted

### Fernsehen
- 2006: Kodenavn Hunter (Fernsehserie, 6 Folgen)
- 2007: Thomas P (Fernsehserie, 2 Folgen)
- 2007: Eva og Adam (Fernsehserie)
- 2008: Kodenavn Hunter 2 (Fernsehserie, 1 Folge)
- 2010: Hjerte til Hjerte 2 (Fernsehserie, 4 Folgen)
- 2012: Hellfjord (Fernsehserie, 7 Folgen)
- 2013: Dag (Fernsehserie, 1 Folge)
- 2016–2018: Westworld (Fernsehserie)
- 2018: Kielergata (Fernsehserie, 3 Folgen)
- 2020: Heksejakt (Fernsehserie)
- 2020: Stjernestøv (Fernsehserie)
- 2023: Die Saat – Tödliche Macht (Fernsehserie, 6 Folgen)
- 2024: La Palma (Fernsehserie, 4 Folgen)

## Theater
- Baby, am Nationaltheatret (2013)
- Frøken Else (monologue), am Det Norske Teatret (2011)
- The Experiment, Jo Strømgren Kompani (2010)
- Yvonne, Prinzessin von Burgund, (Yvonne) am Det Norske Teatret (2008)
- Hair (Jeanie) am Det Norske Teatret (2007)
- Black Milk (Sjura) am Det Norske Teatret (2007)
- Ivanov (Sasha) am Det Norske Teatret (2007)
- The Caucasian Chalc Circle (Ludovika) am Det Norske Teatret (2006)
- Bikubesong (Angel) am Det Norske Teatret (2006)
- Frank (Frid) am Det Norske Teatret (2006)
- Ned til Sol (Anne) am Det Norske Teatret (2005)
- Trollprisen am Det Norske Teatret (2005)
- Kristin-spelet (Kristin Lavransdatter) am Theater in Sel (2004)